# Anabasis (Xenofon)

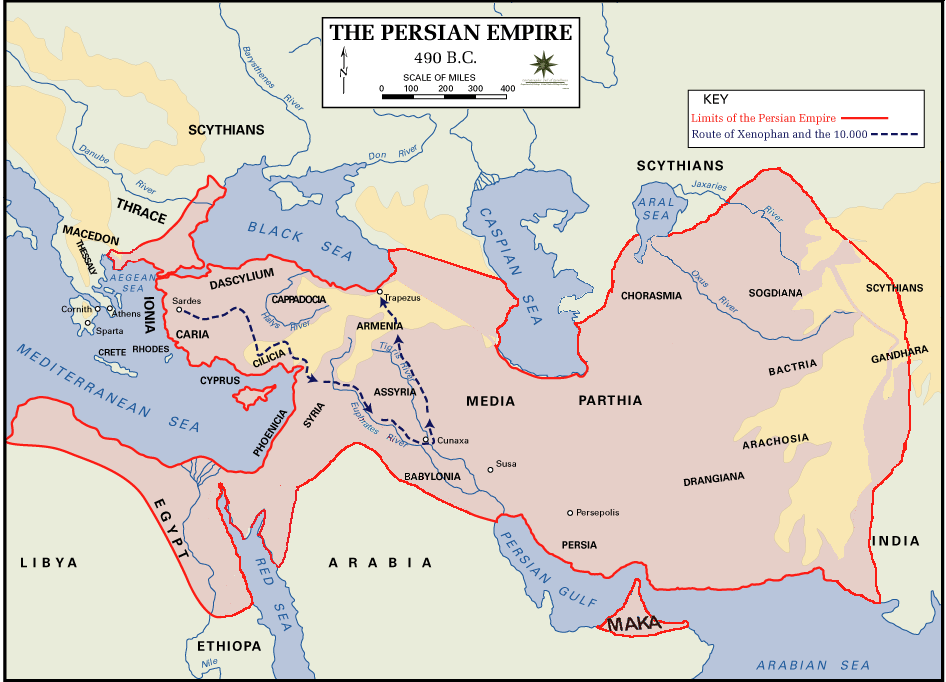
Perserriket med Xenofons och de tio tusens färdväg utritad

Anabasis (grekiska Ἀνάβασις, Uppmarschen) är ett självbiografiskt historieverk av den grekiske soldaten och författaren Xenofon. Verket är indelat i sju böcker och berättar om Xenofons erfarenheter som en av de tio tusen, en grupp grekiska legosoldater under Kyros den yngres frammarsch i Persien, samt grekernas hemfärd genom fiendeland efter Kyros' död i slaget vid Kunaxa år 401 före Kristus.
Verket blev stilbildande och utgjorde bland annat modell för Anabasis Alexandri av Arrianos, den främsta källan för Alexander den stores erövring av Perserriket. På grund av sitt klara språk och tydliga berättande har Anabasis ofta använts inom undervisning i klassisk grekiska, jämförbart med hur Julius Caesars De Bello Gallico har använts inom latinundervisning.
Sol Yuricks roman The warriors från 1965, liksom Walter Hills filmatisering från 1979, bygger löst på Anabasis och har flyttat handlingen till ett stiliserat och våldsamt New York.
Conn Igguldens roman Falken från Sparta (2018) bygger löst på Anabasis.

## Svenska översättningar
- Cyri härfärd och de tiotusendes återtåg (översättning Ludvig Westerberg) (Scheutz, 1829)
- Kyros' fälttåg och helläniska armeens återtåg (översättning Anders Hallström) (Gleerup, 1831)
- Kyros' fälttåg (översättning Sven Gudmund Dahl) (Stockholm, 1876)
- Cyrus' härfärd och de 10,000:s återtåg (anonym översättning) (Bonnier, 1916)
- Anabasis eller De tiotusendes härtåg (översättning Ivar A. Heikel) (Geber, 1943)
- Kyrosexpeditionen (översättning Ebbe Linde) (Forum, 1972)
- Anabasis: Kyrosexpeditionen eller De tiotusens återtåg (översättning Ingemar Lagerström) (Norstedt, 2014)